# Timarcha goettingensis
Petit crache-sang, Chrysomèle de Barbara
Espèce
Timarcha goettingensis, le Petit crache-sang, ou la Chrysomèle de Barbara, est une espèce de coléoptères de la famille des Chrysomelidae.

## Liste des sous-espèces
Selon GBIF (23 août 2024) :
- Timarcha goettingensis aerea Herrich-Schaeffer, 1838
- Timarcha goettingensis arvernensis Laboissière, 1939
- Timarcha goettingensis atramentaria Bechyné, 1948
- Timarcha goettingensis carpathica Bechyne, 1946
- Timarcha goettingensis gallica Fairmaire, 1873
- Timarcha goettingensis goettingensis (Linnaeus, 1758)
- Timarcha goettingensis mangaliana Bechyne, 1946
- Timarcha goettingensis normanna Pasquet, 1923
- Timarcha goettingensis obenbergeri Bechyné, 1947
- Timarcha goettingensis semirufa Pic, 1931
- Timarcha goettingensis splendiflora Bechyné, 1946
- Timarcha goettingensis splendorifera Bechyné, 1946

## Systématique
Le nom valide complet (avec auteur) de ce taxon est Timarcha goettingensis (Linnaeus, 1758). L'espèce a été initialement classée dans le genre Chrysomela sous le protonyme Chrysomela goettingensis Linnaeus, 1758.
Timarcha goettingensis a pour synonymes :
- Chrysomela goettingensis Linnaeus, 1758
- Tenebrio latipes Linnaeus, 1767
- Timarcha coriaria (Laicharting, 1781)
- Timarcha goettingenis (Linnaeus, 1758)
- Timarcha violaceonigra